# 中国铁路M1型客车
中国铁路M1型客车是中国铁路适用于米轨的客车，于1991年开始生产，现主要运用于昆明铁路局管内昆河铁路通勤列车，构造速度80km/h。硬座车YZM1型客车座椅配置为2+2，定员58或62人，另有定员26或39人的YWM1型硬卧车。

## 外部連結
- 昆河線用メーターゲージ客車 （日語）